# 気管支拡張薬
気管支拡張薬（きかんしかくちょうやく）とは、気管支を拡張することによって呼吸困難を改善する薬剤のこと。気管支喘息や慢性閉塞性肺疾患(COPD)、急性気管支炎などに用いられる。主に呼吸器科で処方される。

## 投与経路による分類
- 経口内服薬 - β2刺激薬、キサンチン誘導体など多くが上市されている[2]。
- 吸入剤 - 吸気にあわせて、大気と共に気道内へ投与する薬剤。ホルモテロール、サルブタモール、プロカテロールなどがある。
- 経皮貼付剤 - ツロブテロール（商品名:ホクナリンテープ）などがある。初回通過効果を受けない、血中濃度が安定しているなどの長所がある。
- 注射剤 - テオフィリンやアドレナリンなどがある。速効性に優れる。

## 薬理作用による分類
- β2作動薬 - 気管支平滑筋のアドレナリンβ2受容体に結合し、平滑筋を弛緩させ気管支を拡張させる。
- 抗コリン薬 - アセチルコリン受容体のうち、ムスカリン受容体に結合し、副交感神経を刺激し、気管支を拡張させる。
- キサンチン誘導体